# À mort la mort !
Pour plus de détails, voir Fiche technique et Distribution.
À mort la mort est une comédie dramatique de Romain Goupil, sortie en 1999.

## Synopsis
Thomas (Romain Goupil), a la quarantaine. Son but est de rassurer les gens, ainsi il va d'hôpital en hôpital, et de cimetière en cimetière. Il a choisi son job car il croit que la vie est une « garce impitoyable », mais qu'elle est tout de même la base du plaisir, et du délice de tous les jours.

## Fiche technique
- Titre : À mort la mort !
- Réalisateur : Romain Goupil
- Scénariste : Romain Goupil
- Musique : Areski Belkacem
- Photographie : Willy Lubtchansky
- Montage : Isabelle Devinck
- Production : Margaret Ménégoz
- Sociétés de production : France 3 Cinéma, Studiocanal et Les Films du Losange
- Société de distribution : Les Films du Losange
- Format : couleur
- Format du son : Dolby Digital DTS
- Format de production : 35 mm
- Pays de production :  France
- Langue : français
- Genre : comédie dramatique
- Durée : 90 minutes
- Date de sortie : 1er septembre 1999

## Distribution
- Romain Goupil :  Thomas
- Brigitte Catillon : Véronique
- Marianne Denicourt : Hermeline
- Anne Alvaro : Florence
- Christine Murillo : Rosalie
- Dominique Frot : Agnès
- Brigitte Roüan :Josiane
- Dani :Cécile
- Nozha Khouadra : Chiara
- Brigitte Fontaine : Viviane
- Olivier Martin :Le gros
- Alain Cyroulnik : Nicolas
- Jacques Nolot : Michel
- Bernard Bloch : Bernard
- Pascal Elso : Fenec
- Marcel Bozonnet : Gérard
- Jacques Higelin : l'accordéoniste
- Tonie Marshall
- Daniel Cohn-Bendit
- André Glucksmann

## Critique presse
- "Ce n'est pas désagréable à regarder, mais heureusement que l'humour noir sauve le film de la réunion d'anciens combattants."[1]
- "Du cinéma-vérité parfois un peu bancal, mais poignant par sa véracité."[2]
- "Le seul point faible du film étant constitué par un semblant d'intrigue annexe (...). À mort la mort ! n'avait pas besoin de ce subterfuge pour retenir l'attention du spectateur."[3]